# Freddy Loix
Freddy Loix (Tongeren, 10 november 1970) is een Belgisch rallyrijder. Hij was tussen 1993 en 2004 actief in het wereldkampioenschap rally, waarin hij zich eerst profileerde als semi-fabrieksrijder met ondersteuning van Opel Team Belgium en later onder meer voor de fabrieksteams van Mitsubishi en Peugeot uitkwam. Hij behaalde in deze periode vier podiumresultaten, maar een overwinning bleef uit.
Loix – alias Fast Freddy – won elf keer de Rally van Ieper, de grootste wedstrijd op de Belgische kalender. Hij werd daarmee in 2016 recordhouder. Op de tweede plaats staan Patrick Snijers, Robert Droogmans en Gilbert Staepelaere met vier overwinningen.

## Carrière

### Vroege carrière
Freddy Loix debuteerde in 1989 in de rallysport. Zijn potentieel begon vorm te krijgen toen hij halverwege de jaren negentig sterke resultaten wist te boeken in een Opel Astra GSI, geprepareerd door het Opel Team Belgium. Met deze auto won hij in 1993 het Belgisch Formule 2-kampioenschap. Na enige jaren actief te zijn geweest met Opel kreeg hij in 1996 zijn eerste kans in competitief Groep A-materiaal toen hij achter het stuur kroop van een Toyota Celica GT-Four. Door Marlboro-sponsoring kon hij het nodige aan internationale ervaring opdoen. Hij eindigde als tweede in de Rally van Portugal, dat jaar alleen een ronde van het Formule 2-kampioenschap in het WK, maar wist ook twee topvijffinishes af te dwingen in twee asfalt-WK-rally's. Zijn hoogtepunt was echter zijn eerste overwinning in de Rally van Ieper, de grootste rallywedstrijd van België en van de Europese kalender.

### Wereldkampioenschap rally
Op dat moment begon Loix' carrière zich in een sneltreinvaart te ontwikkelen. In het seizoen 1997 eindigde hij wederom als tweede in Portugal, en later in het jaar kwam hij ook eenmalig uit voor de fabrieksinschrijving van Toyota, actief met de gloednieuwe Corolla WRC. In het seizoen 1998 wist hij in twee gevallen op het podium te eindigen in een privé-ingeschreven Corolla. Tevens schreef hij dat jaar zijn derde opeenvolgende overwinning in Ieper op zijn naam. Voor het seizoen 1999 werd hij opgenomen in het fabrieksteam van Mitsubishi, als teamgenoot van de op dat moment drievoudig wereldkampioen Tommi Mäkinen. Mitsubishi was tevens de titelhouder in het constructeurskampioenschap. Achter het stuur van de Mitsubishi Lancer Evo VI, in Loix zijn geval voor marketingsdoeleinden omgedoopt tot Carisma GT, kende de Belg een wisselvallig seizoen. In geen geval kon hij de aansluiting vinden met zijn teamgenoot, die dat jaar triomfeerde met een vierde wereldtitel, maar Loix wist zich toch in vijf gevallen een top vijf finish af te dwingen. Zijn grootste succes dat jaar was zijn vierde opeenvolgende overwinning in Ieper. Gedurende het seizoen 2000 werd het duidelijk dat de hiërarchie binnen het team van Mitsubishi niet aan te tasten was, en Loix moest wederom onderdoen aan Mäkinen. Ondanks een aantal resultaten binnen de punten, liep het uit op een teleurstellend jaar voor de Belg, waarin hij met regelmaat het einde van een rally niet haalde. Toch bleef Loix behouden bij Mitsubishi voor het seizoen 2001. In een jaar waarin de Groep A Lancer zijn leeftijd toonde, kon Loix na de eerste seizoenshelft, waarin hij nog geregeld zijn punten pakte, wederom niet overtuigen. De introductie van de Lancer WRC zorgde tegen het einde van het seizoen niet tot de ommekeer, merendeels te wijten aan het materiaal zelf, dat niet competitief bleek.

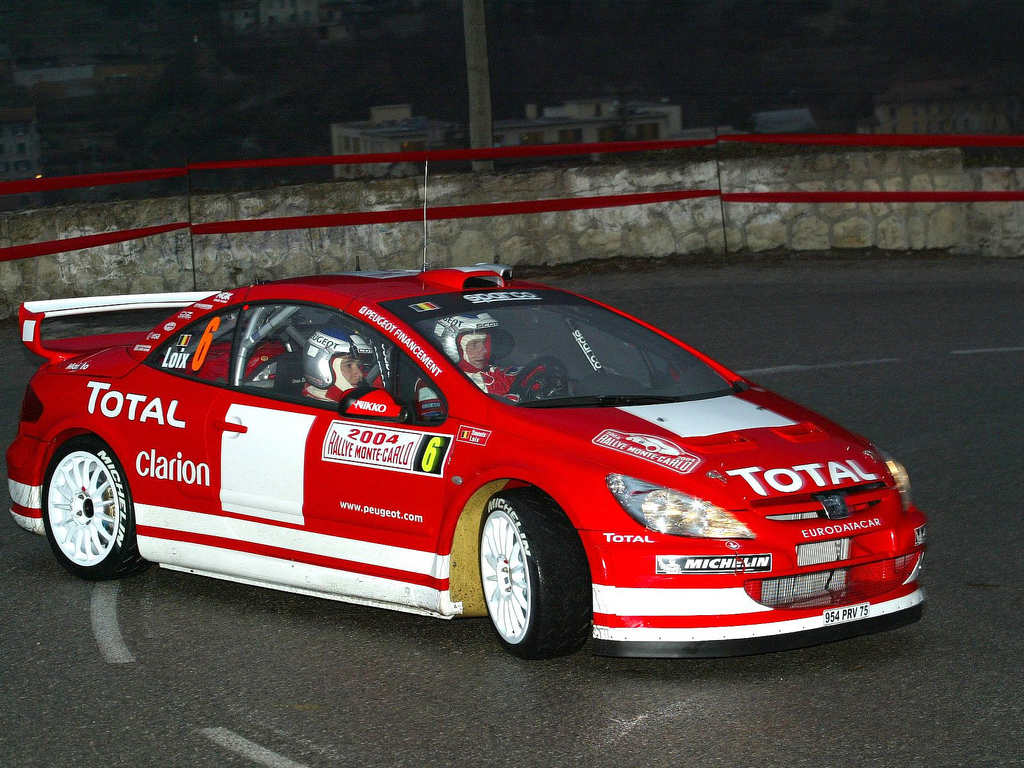
Loix actief voor Peugeot in 2004, waarmee hij een bemoedigende start maakte in Monte Carlo

Na drie frustrerende jaren met Mitsubishi, sloot Loix zich voor het seizoen 2002 aan bij het team van Hyundai, die in hun geval het potentieel van de Accent WRC nog niet uit wisten te buiten in resultaten. Tijdens de seizoensopener in Monte Carlo verongelukte Loix zodanig dat hij zijn voet brak. Desondanks kwam hij tijdens de daaropvolgende ronde in Zweden toch aan de start. Loix deed op geen moment onder aan zijn teamgenoot Armin Schwarz, maar de Accent was niet in staat zich vooraan te mengen in de klassementen. Het resultaat was dat Loix slechts één keer binnen de punten wist te eindigen, en zich ver buiten de top tien in het rijderskampioenschap zou scharen. Het seizoen 2003 verliep eveneens onsuccesvol voor Loix, die nu moest deelnemen in een inmiddels onderontwikkelde Accent WRC, aangezien de Hyundai fabriek steeds minder financiële steun toeliet aan preparateur MSD, die verantwoordelijk waren voor de rally-activiteiten van het merk. Het benodigde test werk bleek namelijk schaars, wat dan ook weerspiegeld werd in de resultaten. Het team besloot zich terug te trekken uit het kampioenschap na afloop van de WK-ronde in Australië, waarin Loix nog met de eer mocht strijken toen hij daar naar een kampioenschapspunt greep. Een bleek vooruitzicht werd weer helder toen Loix een uitnodiging kreeg van Peugeot, waarin de Belg vanaf het seizoen 2004 zou fungeren als derde rijder. Op dat moment kwam de overkoepelende automobiel organisatie FIA echter aanzetten met een regel dat de teams vanaf 2004 slechts met twee vaste rijders aan de start moesten verschijnen. Er bleek geen vuiltje aan de lucht toen Loix plaats mocht nemen als buffer voor teamgenoot Marcus Grönholm tijdens de seizoensopener in Monte Carlo, waarin het team hun nieuwe 307 WRC debuteerde. Daar wisten beide rijders binnen de punten te eindigen, maar toen Loix in de daaropvolgende ronde in Zweden uitviel door een motorprobleem, belandde hij al gauw op een zijspoor. Enkele optredens voor Peugeot later in het seizoen deden het tij niet keren, en de carrière van Loix in het WK heeft sindsdien geen vervolg meer gekend.

### Latere carrière

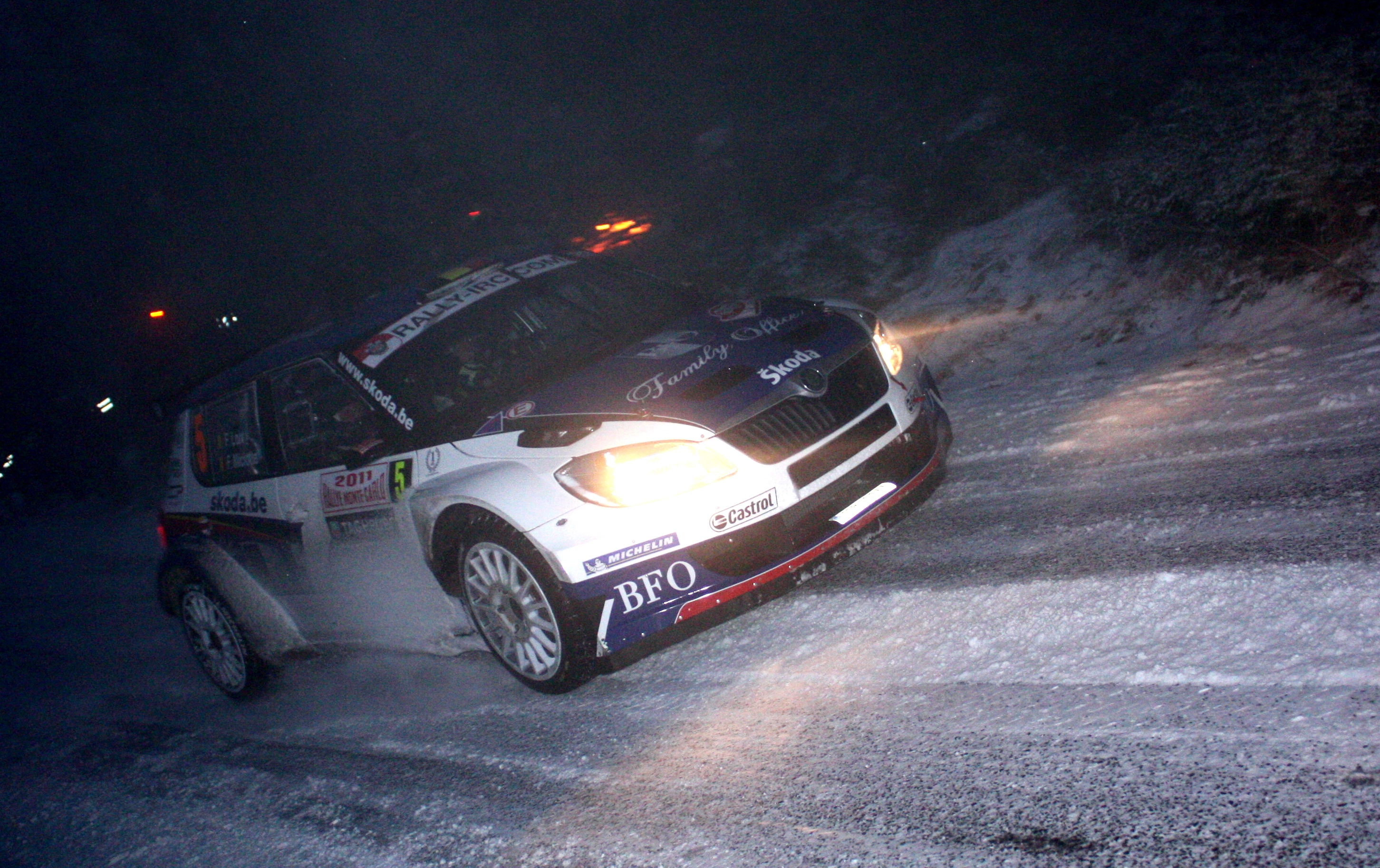
Loix actief met de Škoda Fabia S2000 tijdens de Rally van Monte Carlo in 2011

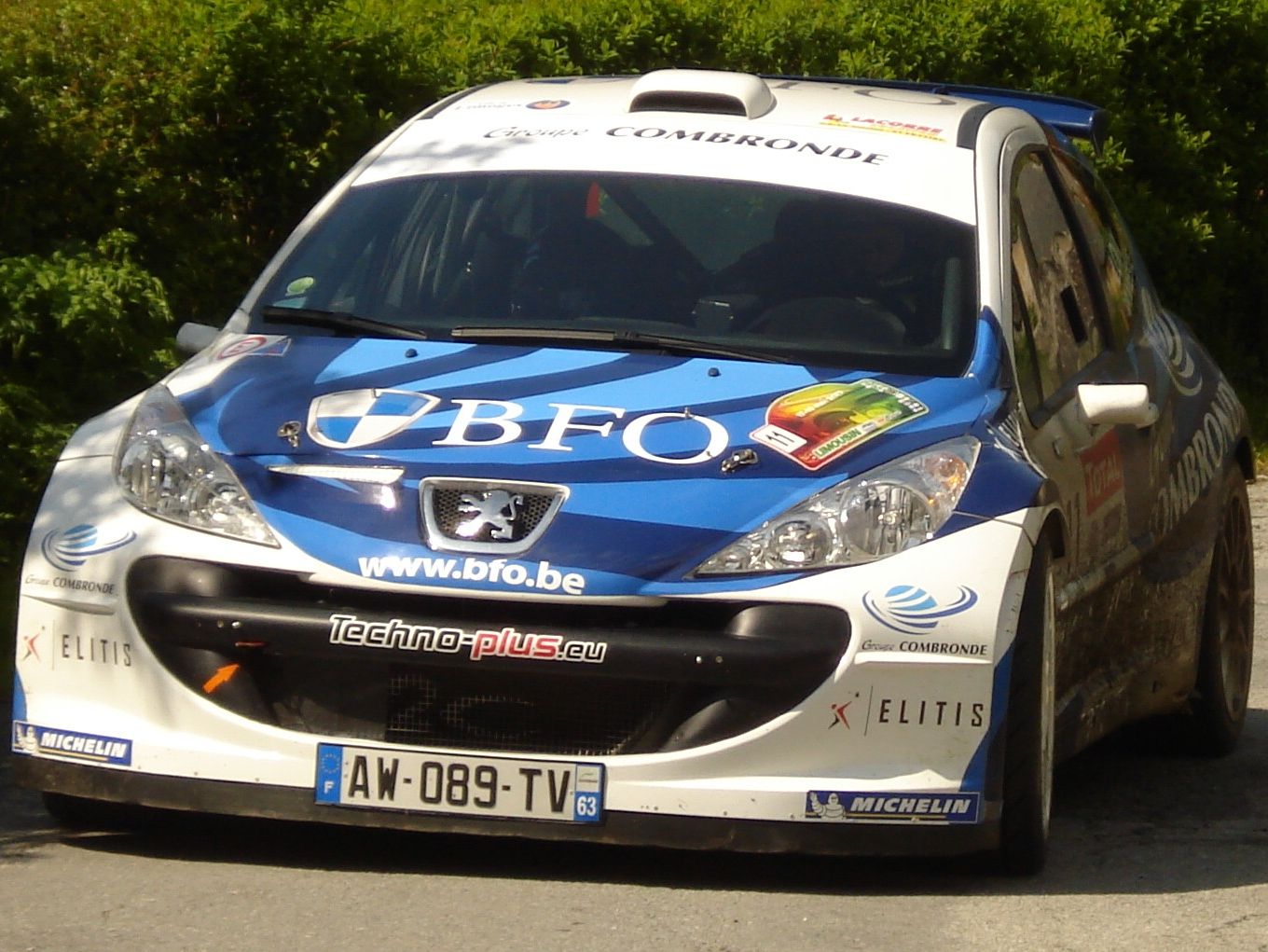
Loix actief in het Frans asfaltkampioenschap in 2012

Na enige tijd stilte, besloot Loix een vervolg te zetten op activiteit in het Belgisch rallykampioenschap. In 2007 ondernam hij voor het eerst een serieuze poging op succes, achter het stuur van een Volkswagen Polo S2000, geprepareerd door het team van René Georges. Ook nam hij deel aan enkele internationale evenementen in een Abarth Grande Punto S2000, een auto die hij overnam van collega-rijder Pieter Tsjoen, die toen tijdelijk stopte als rallyrijder. Loix kwam echter in 2008 pas weer in beeld bij het grote publiek, toen hij voor Kronos Racing deelnam aan de Intercontinental Rally Challenge in een Peugeot 207 S2000; een kampioenschap dat werd gekarakteriseerd als tegenhanger van het WK Rally. Daarin won hij drie rally's en eindigde hij het seizoen als runner-up in het kampioenschap achter teamgenoot Nicolas Vouilloz. De grootste triomf van Loix kwam dat jaar met zijn vijfde overwinning in Ieper, waarmee hij een record wist neer te zetten. In 2009 ging Loix in gelijke vorm verder, al werd het seizoen iets minder succesvol dan 2008. Een stuurfout in Ieper betekende dat hij een zesde overwinning in het evenement misliep, en ook een andere rally werd niet gewonnen; Loix moest zodoende genoegen nemen met een derde plaats in het kampioenschap. In 2010 maakte Loix een terugkeer bij René Georges Rally Sport, waarin hij ditmaal wedstrijden ging afwerken in het Belgisch kampioenschap en het IRC, achter het stuur van een Škoda Fabia S2000. Zijn eerste grote succes met deze auto kwam met een zesde overwinning in Ieper. Later in het jaar maakte hij nog drie succesvolle optredens in het IRC; hij won in Madeira en het Tsjechische Barum, en greep nog naar een derde plaats in San Remo. Hierdoor eindigde hij alsnog vierde in het kampioenschap. Bovendien wist hij als afsluiter van zijn rallyseizoen ook nog de Condroz Rally te winnen, de laatste ronde van het Belgische rallykampioenschap. Ook in 2011 reed Freddy Loix met de Fabia S2000 in het IRC. Hij werkte daarin zeven wedstrijden af, die allen op asfalt werden verreden. In Monte Carlo, de opener van het seizoen, werd hij tweede. In Ieper was hij wederom heer en meester met een zevende overwinning in het evenement. In het kampioenschap eindigde hij vierde.
In 2012 liet Loix het IRC links liggen voor een avontuur in Frankrijk, waar hij het volledige asfaltkampioenschap reed, aangevuld met enkele Belgische proeven in een Peugeot 207 S2000, die hij enkele keren omwisselde met een Peugeot 307 WRC van het team 2C Compétition. Zijn enige IRC-wedstrijd was in Ieper, waar hij achter winnaar Juho Hänninen als tweede over de streep kwam.
In 2013 reed Loix een programma in het Belgisch kampioenschap met een Ford Focus RS WRC 08. In alle zes zijn optredens wist hij te winnen (in Ieper, nu een ronde van het vernieuwde Europees kampioenschap, won hij weer achter het stuur van de Fabia S2000) en schreef daarmee voor het eerst in zijn lange carrière de Belgische titel op zijn naam.
In 2014 wint hij de titel van kampioen van België achter het stuur van een Skoda Fabia S2000 met de steun van Skoda België. Voor dit nieuwe seizoen is zijn co -pilot Gitsel. Het duo vindt op zijn weg Kris Princen die ook deelneemt aan het kampioenschap maar buiten de categorie omdat hij een Subaru WRC S12 heeft en de WRC's niet alle punten scoren in het kampioenschap (Princen zal dat jaar vijf successen winnen).
Loix en Gitets winnen in HaSpengouw en Ieper en eindigen als tweede in de TAC Rally evenals de Sezoens en het Omloop van Vlaanderen. De rallys van Wallonia en het Condroz eindigen ze op de derde plaats. Loix en Gitsets winnen de titel van België van Rallyes en profiteren ten volle van de voorschriften die worden geïmplementeerd door de R.A.C.B, de tweede titel voor LOIX, de eerste voor Gitetels.
Freddy Loix en Johan Gitsels starten de 2015 -campagne met de Haspengouw Rally. Na de eerste drie stages moet het duo door een mechanische breuk opgeven. Inderdaad, na het horen van een doof geluid, vinden de mechanica dat de krukas van de auto is verbroken en dat deze niet kan worden gerepareerd, wat leidt tot een opgave.
Bij Spa is de betrouwbaarheid van de Skoda er en ondanks strakke tijden met Princen en Cherain, won Freddy Loix deze eerste editie. Tijdens de TAC -rally, het 3e kampioenschapsevenement, dankzij een oordeelkundige keuze aan regenbanden, zet hij zijn tegenstanders tot meer dan 50 seconden tijdens de eerste specials van de dag. De klimatologische omstandigheden verbeteren en de R5 ligt dicht bij de eerste plaats. Freddy Loix blijft aanvallen en wint een nieuwe overwinning, de tweede van het seizoen.
Tijdens de Wallonia -rally, 4e ronde van het seizoen, staat Loix in de top 5 tijdens de drie dagen van de competitie, vermengd met de strijd met Allart, Mouth en Cherain. Princen werd gedwongen de proef te verlaten na een ongeluk. Loix ondergaat een lekke band en kent dan een schrik wanneer hij de weg verlaat in de speciale Vedrin nadat de achterkant van de Skoda uitgleed. De auto pelt weg, glijdt op de voorkant en valt dan op zijn wielen. Het duo kan nog steeds vertrekken. Voor het begin van de laatste zondagspecial staat Loix 4,06 seconden achter op Cherain. Hij won er 1,05 seconden voorsporng maar ontvangt een straf van 20 seconden voor een vertraging in het gesloten park en eidigt dan op de 4e plaats. De piloot en Skoda België introduceren een klacht omdat ze deze vertraging uitleggen door het feit dat ze na het gevolg van de wegboek voor een barreel geblokkeerd waren. Na overleg wordt de boete verlaagd tot 10 seconden en eindigen Loix en Gitsets als tweede.
De sezoensrally, 5e ronde van het kampioenschap, is voor Loix en Gitets de laatste rally achter het stuur van de Skoda Fabia S2000. Vanaf de Rally van Ieper zal het duo met de nieuwe Fabia R5 rijden.
Vanaf het begin van de rally staat Loix in de top 4, voorafgegaan door Van Woensel, Princen en in het gevecht met Verschueren. Loix verroverd uiteindelijk de 3e plaats aan Verschueren, maar kan niet eerlijk vechten door zijn verouderde wagen met de eerste twee. In de laatste stage moet Princen door mechanische probleem opgeven (uitsplitsing van de transmissie) en Van Woensel verliest controle over zijn wagen en gaat van de baan. Loix komt zo aan de leiding en wint zijn laatste overwinning met de Skoda Fabia S2000.
In Ieper is dit het eerste Belgische rally voor de nieuwe Skoda Fabia R5. Loix eindigt de dag van vrijdagop de 5e plaats. Op zaterdag accumuleren Loix en zijn co -pilot toptijden. Loix heeft de hele dag hetzelfde tempo, ondanks de tegenslagen van zijn tegenstanders: van de baan voor K. Abbing (DS) en Craig Breen (Peugeot), lekke band voor Stéphane Lefebvre (Peugeot) en Bryan Bouffier (DS), zonder te vergeten Kris Princen (Peugeot) afwezig om gezondheidsredenen. De rally evolueert in de speciale Westtouter -special na de lekke band van Bryan Bouffier, en Freddy Loix presenteert zich op de Grand Place de Ypres met 2 min 09 s voorsprong. De laatste twee stages brengen niet veel nieuw, los van het wegvallen van Romain Dumas op zijn Porsche. Het is de 10e overwinning (record) van Loix in Ieper en tegelijkertijd het eerste succes op de Belgische grond van de Skoda Fabia R5.
Tien weken na de Yeper -bijeenkomst vinden de meeste piloten zich voor de rest van het kampioenschap op de landen van Roeselelere. Vanaf vrijdag werd de strijd tussen Loix en Princen gelanceerd. Het voordeel is voor Princen bij het betreden van het gesloten park. Op zaterdag zien we Vincent Verschueren zich aan de strijd mengelen.

## Complete resultaten in het wereldkampioenschap

### Overzicht van deelnames
| Seizoen | Inschrijving                         | Auto                         | 1      | 2      | 3      | 4      | 5      | 6      | 7      | 8      | 9      | 10     | 11     | 12     | 13     | 14     | 15     | 16  | Pos. | Punten |
| ------- | ------------------------------------ | ---------------------------- | ------ | ------ | ------ | ------ | ------ | ------ | ------ | ------ | ------ | ------ | ------ | ------ | ------ | ------ | ------ | --- | ---- | ------ |
| 1993    | Opel Team Belgium                    | Opel Astra GSI 16V           | MON    | ZWE    | POR    | KEN    | FRA    | GRI    | ARG    | NZL    | FIN    | AUS    | ITA 9  | SPA    | GBR    |        |        |     | 63   | 2      |
| 1994    | Opel Team Belgium                    | Opel Astra GSI 16V           | MON    | ZWE    | POR    | KEN    | FRA    | GRI    | ARG    | NZL    | FIN 21 | AUS    | ITA 14 | SPA NF | GBR    |        |        |     | -    | 0      |
| 1995    | Opel Team Belgium                    | Opel Astra GSI 16V           | MON    | ZWE    | POR NF | KEN    | FRA 14 | GRI 8  | NZL    | ARG    | FIN    | AUS    | ITA 8  | SPA    | GBR    |        |        |     | -    | 0      |
| 1996    | H.F. Grifone                         | Toyota Celica GT-Four        | MON    | ZWE    | POR 2  | KEN    | IDN    | FRA    |        |        |        |        |        |        |        |        |        |     | 8    | 24     |
| 1996    | Toyota Team Belgium                  | Toyota Celica GT-Four        |        |        |        |        |        |        | GRI 7  | ARG    | NZL    | FIN    | AUS    | ITA 4  | SPA 4  | GBR    |        |     | 8    | 24     |
| 1997    | Marlboro Toyota Castrol Team Belgium | Toyota Celica GT-Four        | MON 16 | ZWE    | KEN    | POR 2  | SPA    | FRA    | ARG    | GRI NF | NZL    | FIN 37 | IDN    |        | AUS 7  | GBR    |        |     | 9    | 8      |
| 1997    | Toyota Castrol Team                  | Toyota Corolla WRC           |        |        |        |        |        |        |        |        |        |        |        | ITA 5  |        |        |        |     | 9    | 8      |
| 1998    | Marlboro Toyota Castrol Team Belgium | Toyota Corolla WRC           | MON    | ZWE    | KEN    | POR 3  | SPA 2  | FRA    | ARG    | GRI 5  | NZL    | FIN    | ITA    | AUS 6  | GBR    |        |        |     | 8    | 13     |
| 1999    | Marlboro Mitsubishi Ralliart         | Mitsubishi Carisma GT Evo VI | MON NF | ZWE 9  | KEN NF | POR    | SPA 4  | FRA 8  | ARG NF | GRI 4  | NZL 8  | FIN 10 | CHN NF | ITA 4  | AUS 4  | GBR 5  |        |     | 8    | 14     |
| 2000    | Marlboro Mitsubishi Ralliart         | Mitsubishi Carisma GT Evo VI | MON 6  | ZWE 8  | KEN NF | POR 6  | SPA 8  | ARG 5  | GRI NF | NZL NF | FIN NF | CYP 8  | FRA NF | ITA 8  | AUS NF | GBR NF |        |     | 15   | 4      |
| 2001    | Marlboro Mitsubishi Ralliart         | Mitsubishi Carisma GT Evo VI | MON 6  | ZWE 13 | POR NF | SPA 4  | ARG 6  | CYP 5  | GRI 9  | KEN 5  | FIN 10 | NZL 11 |        |        |        |        |        |     | 13   | 9      |
| 2001    | Marlboro Mitsubishi Ralliart         | Mitsubishi Lancer WRC        |        |        |        |        |        |        |        |        |        |        | ITA 12 | FRA 12 | AUS 11 | GBR NF |        |     | 13   | 9      |
| 2002    | Hyundai Castrol W.R.T.               | Hyundai Accent WRC2          | MON NF | ZWE NF |        |        |        |        |        |        |        |        |        |        |        |        |        |     | 17   | 1      |
| 2002    | Hyundai Castrol W.R.T.               | Hyundai Accent WRC3          |        |        | FRA 9  | SPA 10 | CYP NF | ARG NF | GRI NF | KEN NF | FIN 9  | DUI NF | ITA 28 | NZL 6  | AUS NF | GBR 8  |        |     | 17   | 1      |
| 2003    | Hyundai World Rally Team             | Hyundai Accent WRC3          | MON NF | ZWE 10 | TUR 10 | NZL NF | ARG NF | GRI NF | CYP NF | DUI 11 | FIN 10 | AUS 8  | ITA    | FRA    | SPA    |        |        |     | 13   | 4      |
| 2003    | Marlboro Peugeot Total               | Peugeot 206 WRC              |        |        |        |        |        |        |        |        |        |        |        |        |        | GBR 6  |        |     | 13   | 4      |
| 2004    | Marlboro Peugeot Total               | Peugeot 307 WRC              | MON 5  | ZWE NF | MEX    | NZL    | CYP    | GRI    | TUR    | ARG    | FIN    | DUI 6  | JPN    | GBR    | ITA    | FRA 7  | SPA NF | AUS | 10   | 9      |

## Internationale overwinningen
| Jaar | Rally                                | Navigator         | Auto                         |
| ---- | ------------------------------------ | ----------------- | ---------------------------- |
| 1996 | 32nd 24 Heures d'Ypres               | Sven Smeets       | Toyota Celica GT-Four        |
| 1997 | 33rd Belgium Ypres Westhoek Rally    | Sven Smeets       | Toyota Celica GT-Four        |
| 1998 | 34th Belgium Ypres Westhoek Rally    | Sven Smeets       | Toyota Corolla WRC           |
| 1999 | 35th Belgium Ypres Westhoek Rally    | Sven Smeets       | Mitsubishi Carisma GT Evo VI |
| 2008 | 44th Belgium Ypres Westhoek Rally    | Robin Buysmans    | Peugeot 207 S2000            |
| 2008 | 40th Barum Rally Zlín                | Robin Buysmans    | Peugeot 207 S2000            |
| 2008 | 49ème Rallye International du Valais | Robin Buysmans    | Peugeot 207 S2000            |
| 2010 | 46th GEKO Ypres Rally                | Frédéric Miclotte | Škoda Fabia S2000            |
| 2010 | 51º Rali Vinho Madeira               | Frédéric Miclotte | Škoda Fabia S2000            |
| 2010 | 42nd Barum Rally Zlin                | Frédéric Miclotte | Škoda Fabia S2000            |
| 2011 | 47th GEKO Ypres Rally                | Frédéric Miclotte | Škoda Fabia S2000            |
| 2013 | 49th GEKO Ypres Rally                | Frédéric Miclotte | Škoda Fabia S2000            |
| 2014 | 50th GEKO Ypres Rally                | Johan Gitsels     | Škoda Fabia S2000            |
| 2015 | 51th Kenotek Ypres Rally             | Johan Gitsels     | Škoda Fabia R5               |
| 2015 | Rally Omloop Van Vlaanderen          | Johan Gitsels     | Škoda Fabia R5               |

## Privé
Loix heeft twee kinderen, een zoon Thomas (2001) en een dochter Zella (2007).